# Judy Garland
Judy Garland (født Frances Ethel Gumm;10. juni 1922, død 22. juni 1969) var en amerikansk skuespillerinde og sangerinde.
Judy Garland blev født i 1922 i Grand Rapids i Minnesota og fik øgenavnet: "Den lille fugl med den store stemme".
af sin far Francis "Frank" Gumm og sin mor Ethel Milne.
Hendes kendingsmelodi var "Over the Rainbow" fra musicalfilmen Troldmanden fra Oz (engelsk: The Wizard of Oz), som havde premiere i 1939. Senere var hun med i filmene Mød mig i St. Louis, Easter Parade og En stjerne fødes.
Hun var gift fem gange: med David Rose (1941-1944), Vincente Minnelli (1945-1951), som hun fik Liza Minnelli med, Sidney Luft (1952-1965), som hun fik Lorna Luft og Joey Luft med, Mark Herron (1965-1969) og fra 1969 til sin død med Mickey Deans.
I begyndelsen af 1969 var Garlands helbred forværret, og hendes sidste koncertoptræden var i marts 1969 i København. Hun døde samme år i en alder af 47 år efter en overdosis af barbiturater.
I Januar 2017 valgte familien at flytte Garlands jordiske rester, fra Ferncliff Cemetery I New York, til Hollywood Forever Cemetery I Hollywood Los Angeles.